# Passer yatii
Passer yatii, "sistansparv", är en asiatisk fågel i familjen sparvfinkar inom ordningen tättingar. Den betraktas vanligtvis som underart till tamarisksparv (Passer moabiticus).

## Utseende och läten
"Sistansparven" är en liten sparvfink, mycket lik tamarisksparven med hos hanen grå hjässa, nacke och kind, svart haklapp, karakteristisk gul fläck på sidan av halsen och ljust, mot bakre delen beige ögonbrynsstreck. Den skiljer sig dock genom citrongul istället för gråvit buk, mycket bredare vitare kanter på vingpennor, täckare och tertialer samt sandgrått, ej mörkgrått, på hjässa, mantel och övergump.
Skillnaderna mellan hona "sistansparv" och tamarisksparv är inte lika uppenbara, men likväl tydliga. Liksom hanen har honan yatii mer gulaktig anstrykning på undersidan, framför allt på nedre delen av strupen, buken och bakre flankerna. Den har även ett vitare och mer markerat ögonbrynsstreck, mer inslag av grått på ovansidan, mindre streckning på yggen och gråare ytterfan på vingpennorna.
Lätena har inte dokumenterats.

## Utbredning och systematik
Fågeln förekommer i området Sistan i östra Iran och närliggande sydvästra Afghanistan, närmare bestämt i floderna Helmand och Farah Ruds deltaområden i nordöstra Kermanprovinsen samt kring Zaristan utmed Floden Hirmand. Det är oklart huruvida arten är flyttfågel eller inte. Den har uppgetts övervintra i ökenområdet Chagai i norra Baluchistan, västra Pakistan. En studie från 2010 visar dock att den åtminstone delvis är stannfågel.

### Artstatus
"Sistansparven" anses vanligen utgöra en underart till tamarisksparven, men har getts artstatus av tongivande taxonomiska auktoriteten Howard & Moore efter studier. Även flera fågelböcker över regionen urskiljer den numera som egen art. Den behandlas som monotypisk, det vill säga att den inte delas in i några underarter.

## Levnadssätt
Mycket lite finns dokumenterat om "sistansparvens" levnadssätt. Under eftersökningar i december 2010 hittades den i ett uttorkat vassbälte med tamarisker som den sågs äta av, men även av vassfrön och från spillning från får och getter på marken.

## Status och hot
Internationella naturvårdsunionen IUCN erkänner den inte som en egen art, varför dess hotstatus inte bedömts. Observationer av "sistansparven" har minskat de senaste 150 åren, från 61 fynd 1860-1960 till endast tre fynd under 1970-talet och sedan inga dokumenterade förrän eftersökningar i december 2010 gav åtminstone 300 individer vid den torrlagda sjön Hamoun-e Saberi i Iran. Arten har dessutom ett mycket begränsat utbredningsområde, vilket betyder att en förändring i fågelns levnadsmiljö har mycket stor effekt på populationen. Våtmarkerna i Sistansänkan har också påverkats kraftigt de senaste decennierna.

## Namn
Fågelns vetenskapliga artnamn yatii hedrar Charles Edward Yate (1849–1940), en engelsk politisk officer på Afghan Boundary Commission och verksam som generalkonsul i Sistan 1894–1898. Yate assisterade J. E. T. Aitchison, en naturforskare vid Afghan Delimitation Commission som samlade in typexemplaret varpå ornitologen Richard Bowdler Sharpe baserade sin beskrivning av arten. När Aithichison lämnade landet i augusti 1885 fortsatte Yate kommissionens arbete med fåglar.